# 税務研究会
株式会社税務研究会 (英: Zeimu Kenkyukai Inc.) は、日本の出版社。税務・会計分野に特化しており、週刊誌・月刊誌の発行および書籍の出版、週刊誌のデータベース制作などを行っている。

## 概要
顧客の大半は一般消費者ではなく、企業の実務担当者や税理士・会計士となっている。会員制による定期購読となっており、一般書店等では販売されていない。現在の会員購読者数は150,000名を超える。
週刊誌「税務通信」と「経営財務」が主力で、ともに創刊3,000号を超える。税制改正や会計ルール変更の詳細、官公庁（主に財務省や国税庁）へのインタビュー、企業の実務担当者へのインタビューが掲載されている。
その他、会計・税務関連の書籍やDVDの販売、実務者向けのセミナーを開催している。

## 沿革
初代社長藤原嘉雄が1947年、千代田区に「納税者と税務当局との架け橋」となることを目的として設立。
- 1947年4月 - 税務研究会を創設
- 1947年11月 - 旬刊「税務通信」を創刊
- 1949年4月 - 旬刊「税務通信」の姉妹誌として「税務通信特報」を創刊
- 1951年1月 - 旬刊「税務通信」を週刊発行とする
- 1952年9月 - 「税務通信特報」を週刊発行とする
- 1967年4月 - 週刊「税務通信特報」を週刊「経営財務通信」に改題
- 1976年3月 - 週刊「経営財務通信」を週刊「経営財務」に改題
- 1981年5月 - 「国際税務研究会」を創設、機関誌「国際税務」を創刊
- 1985年5月 - 社長に藤原紘一が就任
- 1988年3月 - 税研情報センターを開設
- 1990年4月 - 月刊「スタッフアドバイザー」を創刊
- 1997年12月 - 本社ビル千代田区西神田に完成
- 2000年4月 - 税務通信データベースを開設
- 2002年4月 - 月刊「税務QA」を創刊
- 2008年4月 - 経営財務データベースを開設
- 2012年8月 - 電子書籍(アプリ)「税務インデックス」の販売開始
- 2013年4月 - 税理士懇話会事例データベース開設
- 2015年4月 - 週刊「税務通信」「経営財務」電子版(アプリ)の提供開始
- 2016年7月 - 社長に山根毅が就任
- 2017年10月 - 本社・実務研修センターを東京都千代田区丸の内に移転

## 主要な発行雑誌

### 週刊誌
- 税務通信（毎週月曜日発行）
- 経営財務（毎週月曜日発行）

### 月刊誌
- 国際税務（毎月5日発行）
- 税務QA（毎月5日発行）
- スタッフアドバイザー（毎月1日発行）*2014年3月号で休刊。
- マネジメント倶楽部（毎月25日発行）

## 事業所
- 本社 - 東京都千代田区丸の内1-8-2（鉃鋼ビルディング）
- 北海道支局 - 札幌市中央区北1条西2丁目　（経済センター内）
- 東北支局 - 仙台市青葉区中央2-10-9　（仙台マルセンビル）
- 関東信越支局 - さいたま市大宮区桜木町1-7-5　（ソニックシティビル26F）
- 神奈川支局 - 横浜市西区花咲町4-106　（税理士会館2F）
- 中部支局 - 名古屋市中区栄3-1-1　（広小路第一生命ビル）
- 関西総局 - 大阪市中央区大手前1-7-31　（OMMビル）
- 中国支局 - 広島市中区立町2-27（NBF広島立町ビル6F）
- 九州支局 - 福岡市中央区天神4-6-7　（天神クリスタルビル7F）
- 実務研修センター - 東京都千代田区丸の内1-8-2（鉃鋼ビルディング）

## 関連会社
- 株式会社 税研情報センター - 東京都千代田区丸の内1-8-2（鉃鋼ビルディング）